# Liste der Biografien/Adk
Liste der Biografien |
Portal Biografien |
Personensuche
# |
A |
B |
C |
D |
E |
F |
G |
H |
I |
J |
K |
L |
M |
N |
O |
P |
Q |
R |
S |
T |
U |
V |
W |
X |
Y |
Z |
?
 
Aa |
Ab |
Ac |
Ad |
Ae |
Af |
Ag |
Ah |
Ai |
Aj |
Ak |
Al |
Am |
An |
Ao |
Ap |
Aq |
Ar |
As |
At |
Au |
Av |
Aw |
Ax |
Ay |
Az
 
Ada |
Adc |
Add |
Ade |
Adg |
Adh |
Adi |
Adj |
Adk |
Adl |
Adm |
Adn |
Ado |
Adr |
Ads |
Adt |
Adu |
Adv |
Adw |
Ady |
Adz
Die Liste der Biografien führt alle Personen auf, die in der deutschsprachigen Wikipedia einen Artikel haben. Dieses ist eine Teilliste mit 19 Einträgen von Personen, deren Namen mit den Buchstaben „Adk“ beginnt.

## Adk

### Adka
- Adkar, Vaishnavi (* 2004), indische Tennisspielerin

### Adki
- Adkins, Arthur William Hope (1929–1996), englischer Altphilologe und Philosophiehistoriker
- Adkins, Charles (1863–1941), US-amerikanischer Politiker
- Adkins, Charles (1932–1993), US-amerikanischer Boxer
- Adkins, Darrett, US-amerikanischer Cellist, Kammermusiker und Musikpädagoge
- Adkins, Derrick (* 1970), US-amerikanischer Leichtathlet
- Adkins, Hal (1898–1964), US-amerikanischer Filmtechnikpionier und Ingenieur
- Adkins, Hasil (1937–2005), US-amerikanischer Country-, Rock and Roll- und Blues-Musiker
- Adkins, Homer Burton (1892–1949), US-amerikanischer Chemiker
- Adkins, Homer Martin (1890–1964), US-amerikanischer Politiker, Gouverneur von Arkansas
- Adkins, Jim (* 1975), US-amerikanischer Musiker
- Adkins, Margene (* 1947), US-amerikanischer American-Football-Spieler und Canadian-Football-Spieler, Feuerwehrmann
- Adkins, Michael, kanadischer Jazzmusiker (Tenorsaxophon)
- Adkins, Nelson F. (1897–1976), amerikanischer Literaturwissenschaftler
- Adkins, Nigel (* 1965), englischer Fußballspieler und -trainer
- Adkins, Scott (* 1976), britischer SchauspielerScott Adkins (* 1976)

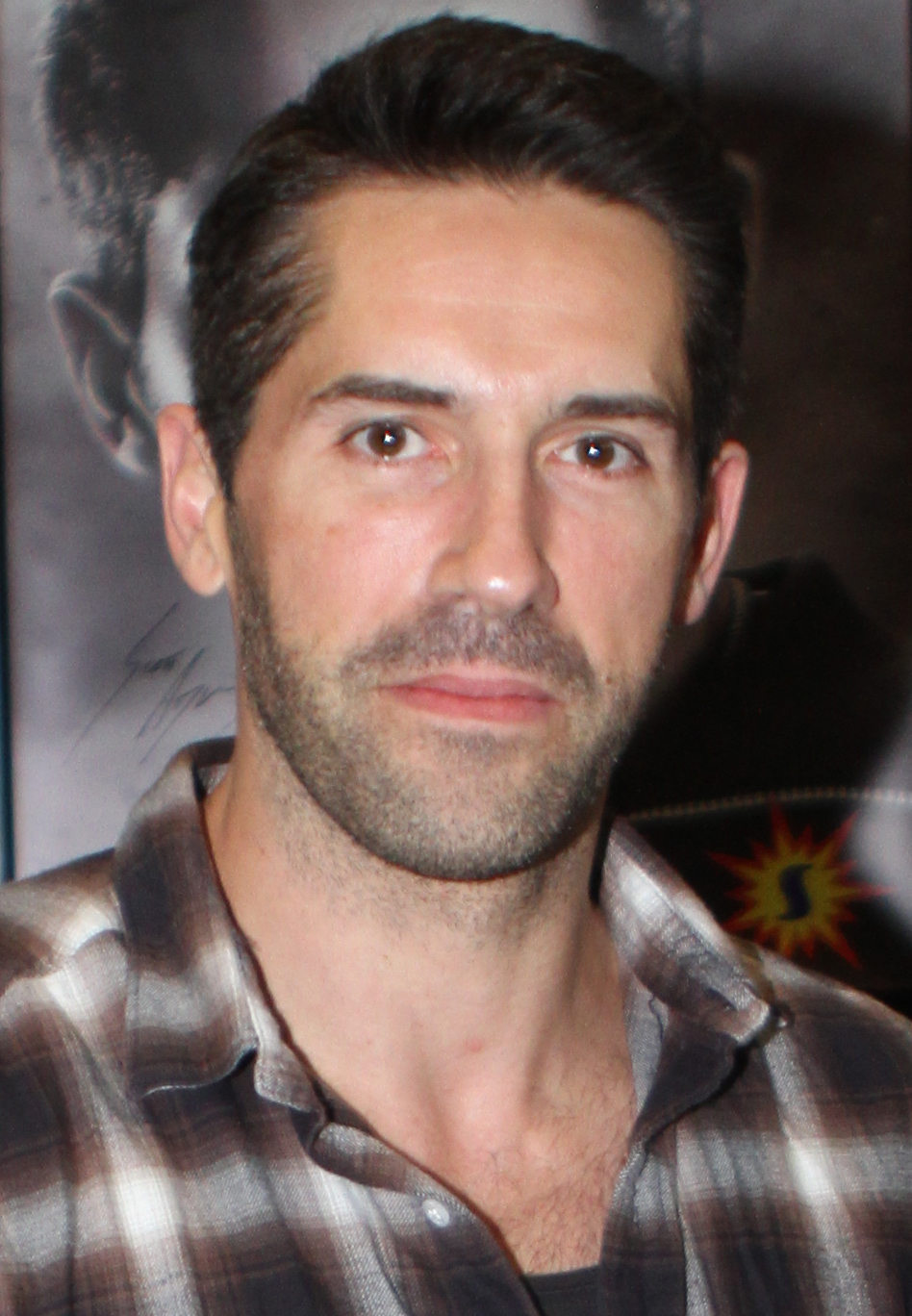
Scott Adkins (* 1976)

- Adkins, Seth (* 1989), US-amerikanischer Filmschauspieler
- Adkins, Trace (* 1962), US-amerikanischer Country-Sänger
- Adkins, William (1888–1982), kanadischer Theaterkoordinator und Bühnenbildner englischer Abstammung